# Calodesma niepelti
Calodesma niepelti là một loài bướm đêm thuộc phân họ Arctiinae, họ Erebidae.